# Liga ACB 1995-96
La temporada 1995-96 de la Liga ACB fue la decimotercera temporada celebrada de la Liga ACB. En ella participaron 20 equipos.
El sistema de campeonato fue el mismo del año anterior. La temporada regular se disputó por el sistema de liga todos contra todos a doble vuelta. Los ocho primeros clasificados jugarían los playoffs por el título, y los cuatro últimos por la permanencia.

## Equipos participantes
| Club                    | Entrenador | Ciudad           | Estadio                             | Capacidad | 1994-95 |
| ----------------------- | ---------- | ---------------- | ----------------------------------- | --------- | ------- |
| F. C. Barcelona         | -          | Barcelona        | Palau Blaugrana                     | 5.500     | 1º      |
| Real Madrid             | -          | Madrid           | Palacio de Deportes de Madrid       | 12.000    | 3º      |
| Amway Zaragoza          | -          | Zaragoza         | Pabellón Municipal de Deportes      | 4.500     | 6º      |
| 7 Up Joventut           | -          | Badalona         | Pabellón del Joventut               | 5.700     | 14º     |
| Estudiantes Caja Postal | -          | Madrid           | Palacio de Deportes de Madrid       | 12.000    | 7º      |
| Cáceres Club Baloncesto | -          | Cáceres          | Pabellón Universitario V Centenario | 2.500     | 13º     |
| Juver Murcia            | -          | Murcia           | Pabellón Príncipe de Asturias       | 8.000     | 12º     |
| Taugrés Baskonia        | -          | Vitoria          | Mendizorroza                        | 4.000     | 5º      |
| Grupo Libro Valladolid  | -          | Valladolid       | Polideportivo Pisuerga              | 7.000     | 11º     |
| Grupo AGB Huesca        | -          | Huesca           | Municipal de Huesca                 | 2.500     | 18º     |
| Festina Andorra         | -          | Andorra la Vieja | Polideportivo de Andorra            | 5.000     | 8º      |
| Unicaja Málaga          | -          | Málaga           | Polideportivo Ciudad Jardín         | 5.000     | 2º      |
| TDK Manresa             | -          | Manresa          | Pavelló Nou Congost                 | 5.000     | 4º      |
| Caja San Fernando       | -          | Sevilla          | Palacio de los Deportes de Sevilla  | 7.626     | 10º     |
| Xacobeo 99 Ourense      | -          | Orense           | Palacio de los Deportes Paco Paz    | 5.500     | 15º     |
| CB Salamanca            | -          | Salamanca        | Pabellón de Wurzburg                | 5.000     | 16º     |
| Gijón Baloncesto        | -          | Gijón            | Palacio de Deportes de Gijón        | 5.197     | EBA     |
| Baloncesto León         | -          | León             | Palacio de los Deportes de León     | 5.100     | 9º      |
| CB Gran Canaria         | -          | Las Palmas       | Centro Insular de Deportes          | 5.200     | EBA     |
| Valvi Girona            | -          | Gerona           | Pabellón Municipal Gerona-Fontajau  | 5.500     | 17º     |

## Temporada regular
| Pos | Equipo                 | J  | G  | P  | PF   | PC   |
| --- | ---------------------- | -- | -- | -- | ---- | ---- |
| 1   | F.C. Barcelona         | 38 | 30 | 8  | 3399 | 3077 |
| 2   | Real Madrid            | 38 | 28 | 10 | 3243 | 2950 |
| 3   | Unicaja Málaga         | 38 | 26 | 12 | 3193 | 2975 |
| 4   | Estudiantes Argentaria | 38 | 25 | 13 | 3250 | 3050 |
| 5   | Amway Zaragoza         | 38 | 25 | 13 | 3346 | 3231 |
| 6   | TDK Manresa            | 38 | 24 | 14 | 3094 | 2953 |
| 7   | Caja San Fernando      | 38 | 23 | 15 | 3242 | 3106 |
| 8   | Taugrés                | 38 | 21 | 17 | 3287 | 3181 |
| 9   | Baloncesto Salamanca   | 38 | 19 | 19 | 3032 | 3078 |
| 10  | Cáceres CB             | 38 | 19 | 19 | 3281 | 3213 |
| 11  | Valvi Girona           | 38 | 19 | 19 | 3147 | 3089 |
| 12  | Baloncesto León        | 38 | 18 | 20 | 3009 | 3041 |
| 13  | Joventut Badalona      | 38 | 17 | 21 | 3076 | 3151 |
| 14  | CB Gran Canaria        | 38 | 16 | 22 | 3180 | 3278 |
| 15  | CB Murcia              | 38 | 15 | 23 | 2963 | 3102 |
| 16  | Fórum Valladolid       | 38 | 15 | 23 | 3036 | 3160 |
| 17  | Xacobeo 99 Ourense     | 38 | 13 | 25 | 3044 | 3301 |
| 18  | Festina Andorra        | 38 | 10 | 28 | 3016 | 3278 |
| 19  | Grupo AGB Huesca       | 38 | 9  | 29 | 3176 | 3436 |
| 20  | Gijón Baloncesto       | 38 | 8  | 30 | 2893 | 3237 |

## Playoffs por la permanencia
|  | 17 | Xacobeo 99       | 3 |  |
|  | 17 | Xacobeo 99       | 3 |  |
|  | 20 | Gijón Baloncesto | 1 |  |
|  | 20 | Gijón Baloncesto | 1 |  |

|  | 18 | Festina Andorra | 1 |  |
|  | 18 | Festina Andorra | 1 |  |
|  | 19 | AGB Huesca      | 3 |  |
|  | 19 | AGB Huesca      | 3 |  |

Gijón Baloncesto y Festina Andorra, descendidos a la LEB.

## Playoff por el título
|  | Cuartos de final | Cuartos de final  | Cuartos de final |                   |   | Semifinales    | Semifinales | Semifinales |  |   | Final        | Final | Final |  |
|  |                  |                   |                  |                   |   |                |             |             |  |   |              |       |       |  |
|  |                  |                   |                  |                   |   |                |             |             |  |   |              |       |       |  |
|  | 1                | FC Barcelona      | 2                |                   |   |                |             |             |  |   |              |       |       |  |
|  | 1                | FC Barcelona      | 2                |                   |   |                |             |             |  |   |              |       |       |  |
|  | 8                | Taugrés           | 1                |                   |   |                |             |             |  |   |              |       |       |  |
|  | 8                | Taugrés           | 1                |                   | 1 | F.C. Barcelona | 3           |             |  |   |              |       |       |  |
|  |                  |                   |                  |                   | 1 | F.C. Barcelona | 3           |             |  |   |              |       |       |  |
|  |                  |                   | 4                | Estudiantes       | 2 |                |             |             |  |   |              |       |       |  |
|  | 4                | Estudiantes       | 4                | Estudiantes       | 2 | 2              |             |             |  |   |              |       |       |  |
|  | 4                | Estudiantes       |                  |                   |   |                |             |             |  |   |              |       |       |  |
|  | 5                | Amway Zaragoza    | 0                |                   |   |                |             |             |  |   |              |       |       |  |
|  | 5                | Amway Zaragoza    | 0                |                   |   |                |             |             |  | 1 | FC Barcelona | 3     |       |  |
|  |                  |                   |                  |                   |   |                |             |             |  | 1 | FC Barcelona | 3     |       |  |
|  |                  |                   | 7                | Caja San Fernando | 0 |                |             |             |  |   |              |       |       |  |
|  | 2                | Real Madrid       | 7                | Caja San Fernando | 0 | 0              |             |             |  |   |              |       |       |  |
|  | 2                | Real Madrid       |                  |                   |   |                |             |             |  |   |              |       |       |  |
|  | 7                | Caja San Fernando | 2                |                   |   |                |             |             |  |   |              |       |       |  |
|  | 7                | Caja San Fernando | 2                |                   | 6 | TDK Manresa    | 2           |             |  |   |              |       |       |  |
|  |                  |                   |                  |                   | 6 | TDK Manresa    | 2           |             |  |   |              |       |       |  |
|  |                  |                   | 7                | Caja San Fernando | 3 |                |             |             |  |   |              |       |       |  |
|  | 3                | Unicaja Málaga    | 7                | Caja San Fernando | 3 | 1              |             |             |  |   |              |       |       |  |
|  | 3                | Unicaja Málaga    |                  |                   |   |                |             |             |  |   |              |       |       |  |
|  | 6                | TDK Manresa       | 2                |                   |   |                |             |             |  |   |              |       |       |  |
|  | 6                | TDK Manresa       | 2                |                   |   |                |             |             |  |   |              |       |       |  |
|  |                  |                   |                  |                   |   |                |             |             |  |   |              |       |       |  |

| Liga ACB 1995-96                   |
| ---------------------------------- |
| F.C. Barcelona 9º título 6º en ACB |

| Predecesor: Temporada 1994-95 | Liga ACB 1995-96 | Sucesor: Temporada 1996-97 |

- Datos: Q3832201